# Nuoro
Nuoro [ˈnu.o.ro] (sardisch: Nùgoro) ist eine Stadt im nordöstlichen Zentralsardinien und als Hauptstadt der Provinz Nuoro ein wichtiges Verwaltungszentrum und das Tor zur Barbagia. Die Stadt liegt an der Schnellstraße, die die Ost-West-Achse der Insel bildet und zählt 33.622 Einwohner (Stand 31. Dezember 2023).

## Geografie
Nuoro liegt im Zentrum der Insel am Fuße des Berges Monte Ortobene auf einer Hochebene in etwa 600 m ü. M.

## Geschichte
Im 12. Jahrhundert wurde Nuoro (als Nogoro) erstmals erwähnt, es gehörte damals zum Judikat Torres und war lange Zeit bäuerlich geprägt. Im Jahre 1779 wurde es Bischofssitz. Zur Stadt wurde Nuoro Anfang des 19. Jahrhunderts erhoben, es hatte damals nicht einmal 4000 Einwohner. Am Ende des 19. und zu Beginn des 20. Jahrhunderts erlebte Nuoro eine kulturelle Blüte, die der Stadt die Bezeichnung „sardisches Athen“ einbrachte. Zur Provinzhauptstadt wurde Nuoro 1927 während des Faschismus erhoben, danach entwickelte es sich rasanter.

## Kultur und Sehenswürdigkeiten
Die Kathedrale Santa Maria della Neve, wurde von 1834 bis 1873 im klassizistischen Stil erbaut und gilt als Beispiel dieser Stilrichtung auf Sardinien.
Der Monte Ortobene ist der Hausberg der Nuoresen. Der Zeh der Erlöserstatue auf dem Gipfel wurde durch regelmäßige Berührungen goldfarben. Sie ist Ziel der Wallfahrt beim Festa Redentore (Erlöserfest) Ende August.
Die Nekropole Maria Frunza an den Granithängen des Monte Ortobene besteht aus fünf Domus de Janas, der Anlage von „Ianna Ventosa“ und vier weiteren Gräbern. Die Nuraghe Tanca Manna liegt an der Via Mughina, in einem Park auf einem Granitaufschluss am südlichen Stadtrand.

Luftaufnahme mit Blick auf die Kathedrale
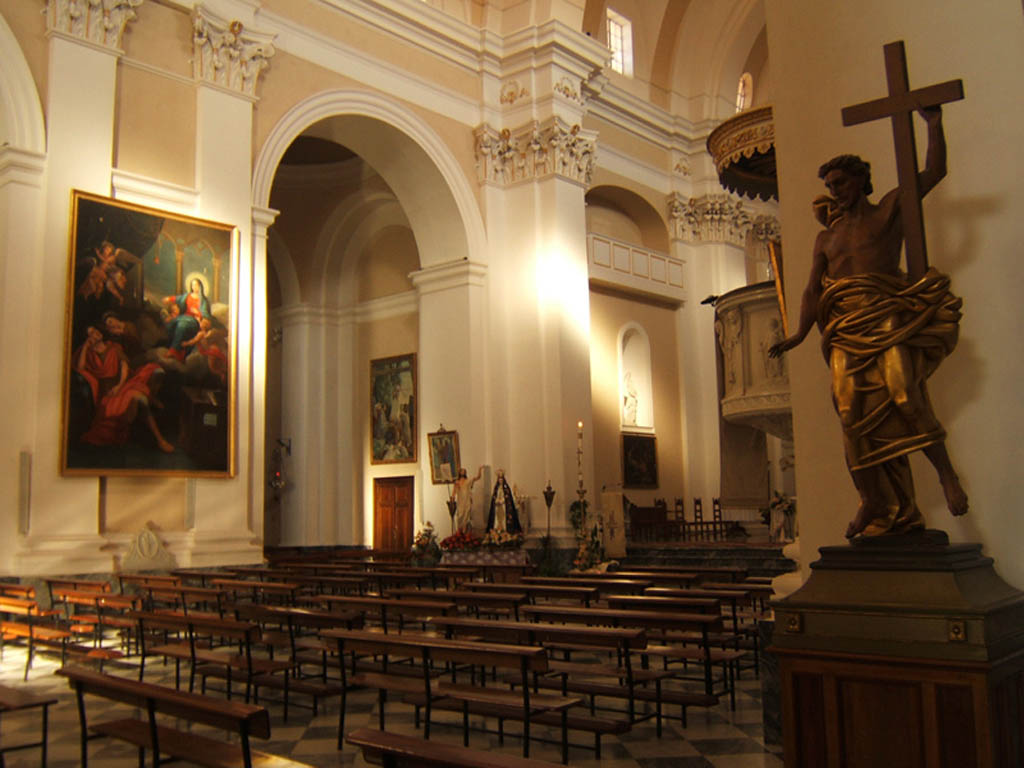
In der Kathedrale
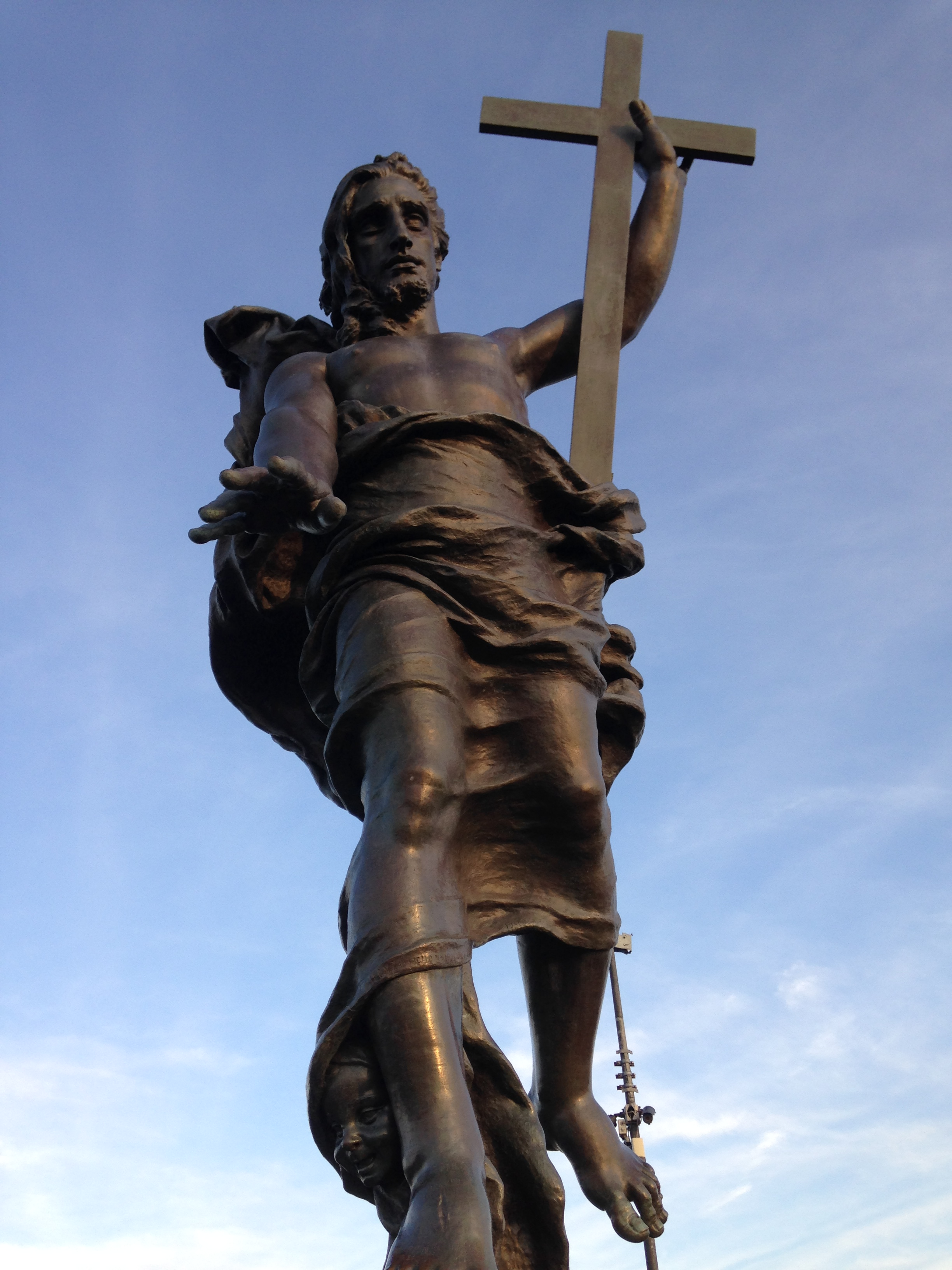
Statua del Redentore di Nuoro
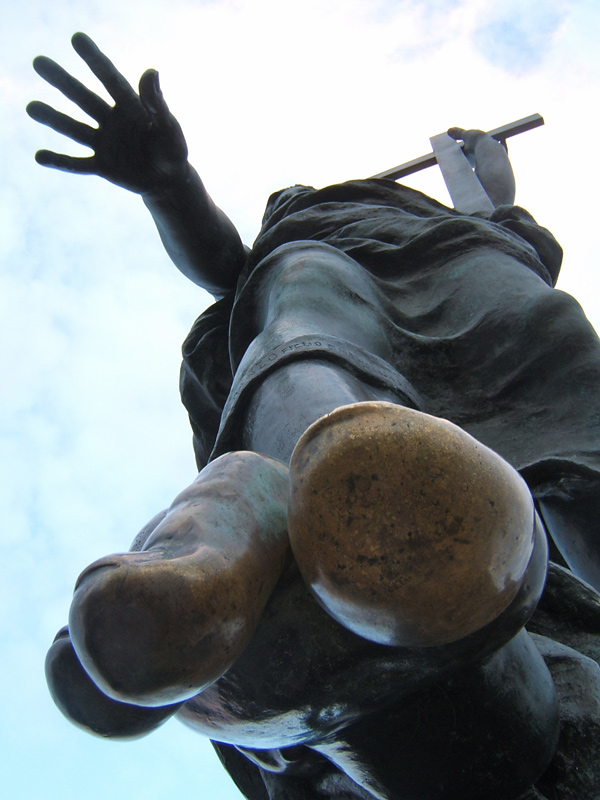
Zeh des Erlösers
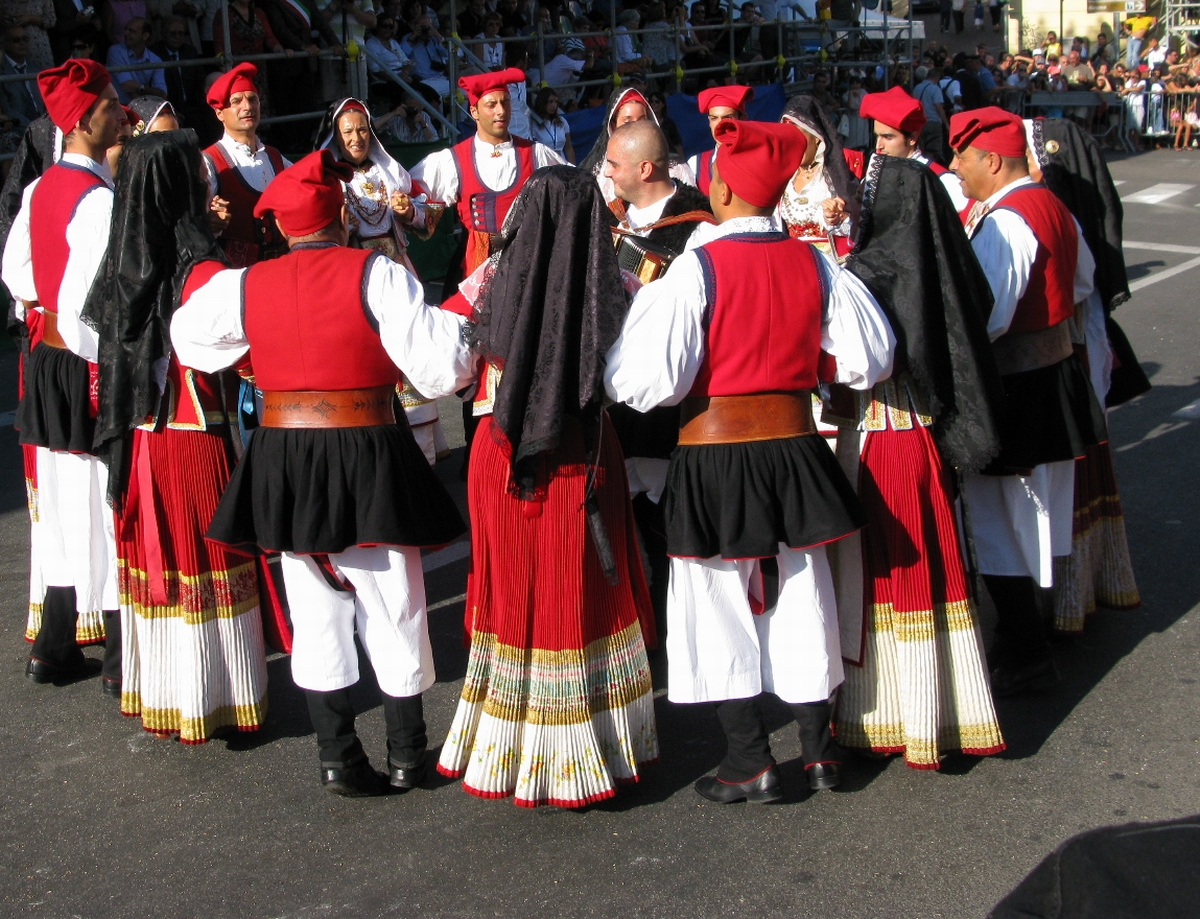
Sagra del Redentore

## Weinbau
Eine Besonderheit ist der auf traditionelle Weise (Vergärung über drei bis vier Wochen statt wie heute üblich wenige Tage) häufig aus der Tannat-Traube hergestellte Wein. Aufgrund des relativ hohen Anbaus in den Bergen sind die Trauben vermehrt dem Sonnenlicht ausgesetzt, wobei UV-Strahlung die Polyphenol-Synthese in Trauben beeinflussen kann. Dieser Wein gilt als eine Ursache für die besondere Langlebigkeit der Bewohner von Nuoro, weil Polyphenole bremsend auf die Endothelin-Synthese wirken.

## Verkehr
Nuoro hat zwei Anbindungen an die Schnellstraße SS 131 dir, an der westlichen Ausfahrt befindet sich ein großflächiges Industriegebiet. Der Verkehr fließt hauptsächlich durch einige größere Straßen, die kleinen Gässchen sind teilweise nur für Kleinwagen oder gar nicht für Kraftfahrzeuge passierbar.
Seit 1889 ist Nuoro Endbahnhof der schmalspurigen Bahnstrecke Macomer–Nuoro. Die Personenzüge auf der von der Strade Ferrate Secondarie della Sardegna gebauten Strecke werden seit 1989 durch die Ferrovie della Sardegna betrieben.

## Töchter und Söhne der Stadt
- Grazia Deledda (1871–1936), Schriftstellerin (1926 mit dem Nobelpreis für Literatur ausgezeichnet)
- Francesco Ciusa (1883–1949), Bildhauer
- Salvatore Satta (1902–1975), Autor des bekannten Werks Der Tag des Gerichts (1977)
- Massimo Pittau (1921–2019), Linguist
- Maria Giacobbe (1928–2024), Autorin von Tagebuch einer Lehrerin
- Franco Oppo (1935–2016), Komponist
- Marcello Fois (* 1960), Schriftsteller
- Gavino Murgia (* 1969), Jazzsaxophonist und -sänger
- Salvatore Sirigu (* 1987), Fußballtorwart